# 在ユジノサハリンスク日本国総領事館

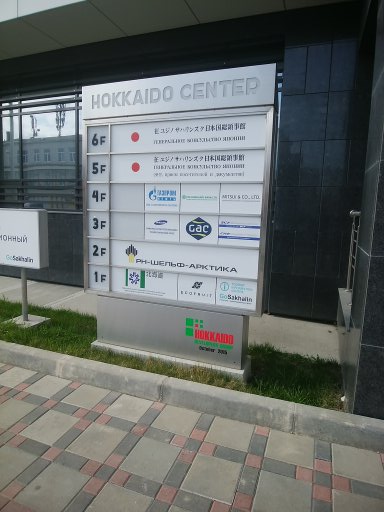
総領事館の入っているビルには日本関連の企業・事務所なども入っている。

在ユジノサハリンスク日本国総領事館（ロシア語: Генеральное консульство Японии в Южно-Сахалинске、英語: Consulate-General of Japan in Yuzhno-Sakhalinsk）は、極東ロシアサハリン州のユジノサハリンスクに設置されている日本の総領事館。

## 概要
2017年10月1日時点で管轄区域内の在留邦人数は68人となっており、これは在外公館別で第207位、総領事館の中では在ハバロフスク日本国総領事館と並んで最小規模である。しかしながら日本との物理的な距離は近く、稚内から直線距離で約200kmしか離れていない。対馬から直線距離で約50kmの在釜山日本国総領事館（釜山広域市）、与那国から直線距離で約150kmの日本台湾交流協会台北事務所（台北市）、五島列島から直線距離で約180kmの在済州日本国総領事館（済州市）に次いで、日本から4番目に近い在外公館である。また、日本とは石油・天然ガス関連のつながりが深く日・サハリン貿易が日露貿易の20％以上を占めているほか、かつてサハリン南部（南樺太）が日本領であったことから、樺太残留日本人（樺太残留邦人）の問題も抱えている。

## 沿革
- 1997年11月 - 在サハリン出張駐在官事務所（在サハリン駐在官事務所）が開設される[4]。
- 2001年1月29日 - 出張駐在官事務所に代わって在ユジノサハリンスク日本国総領事館が開設される[5]。
- 2017年9月1日 - みちのく銀行ユジノサハリンスク支店が存在したVTB24銀行（ロシア語版）ビルより現在地に移転[6][7][8]。

## 所在地
| 日本語   | 〒693010 ロシア連邦ユジノサハリンスク市カムニスチーチェスキー大通り（旧神社通り）18 北海道センタービル5・6階 |
| ロシア語 | 693010, Россия, г. Южно-Сахалинск, Коммунистический пр., 18, 5-6 этаж                                        |
| 英語     | 5-6th Floor, Kommunisticheskiy pr., 18, Yuzhno-Sakhalinsk, 693010, Russia                                    |

## その他
日本国外務省によれば、当総領事館が位置しているユジノサハリンスク市（旧豊原市）をはじめとした南樺太は、サンフランシスコ平和条約によりそのすべての権利、権原及び請求権を放棄したため、以降、ソビエト連邦及びこれを承継したロシアが継続的に現実の支配を及ぼしており、これに対してロシア以外のいかなる国家の政府も領有権の主張を行っていないこと等を踏まえ、千島列島及び南樺太を含む地域を管轄地域とする在ユジノサハリンスク日本国総領事館を設置したものであるとしている。なお、ロシア側から見れば、サハリンにおける日本国総領事館の設置を以て日本が南部（旧南樺太）を含むサハリン島全域をロシア領であることに同意した明確な証拠である、とする考えが一般的である。